# Gramática del ucraniano
La gramática del idioma ucraniano describe las reglas fonológicas, morfológicas, y sintácticas de dicho idioma. El ucraniano contiene 7 casos y 2 números para su declinación nominal; y 2 aspectos, 3 tiempos, 3 modos y 2 voces para su conjugación verbal. Los adjetivos tienen que concordar en número, género y caso con sus sustantivos.
Para entender la gramática ucraniana, es necesario entender las diversas reglas fonológicas que derivan de la colisión de dos o más sonidos. Remarcar esto disminuye el número de excepciones y hace entender las reglas mejor. El origen de algunas de estas reglas fonológicas se retrotrae hasta el ablaut indoeuropeo. Esto es lo que suele explicar las diferencias entre el infinitivo y la raíz del presente de muchos verbos.
Este artículo describe la gramática de la lengua literaria, la cual coexiste generalmente con varios dialectos. Las diferencias principales entre los dialectos son de vocabulario, pero también hay diferencias ocasionales en la fonología y la morfología.

### Partes de la oración
Іме́нник (iménnyk) — Sustantivo
Прикме́тник (prykmétnyk) — Adjetivo
Дієсло́во - (dijeslóvo) — Verbo
Числі́вник (chyslívnyk) — Número
Займе́нник (zajménnyk) — Pronombre
Прислі́вник (pryslívnyk) — Adverbio
Ча́стка (částka) — Partícula
Прийме́нник (pryjménnyk) — Preposición
Сполу́чник (spolúčnyk) — Conjunción
Ви́гук (výhuk) — Interjecctión

## Fonología
Los siguientes aspectos de la fonología ucraniana deben tenerse en cuenta para entender correctamente la gramática del ucraniano.

### Clasificación de vocales
En ucraniano existen dos clasificaciones diferentes de vocales: según la perspectiva histórica y según la perspectiva moderna. Según la perspectiva histórica, las vocales ucranianas pueden dividirse en estas dos categorías:
1. Vocales duras (cirílicas: а, и (del protoeslavo *ы), о y у; transliteradas: a, y (del protoeslavo *y), o y u).
2. Vocales blandas (cirílicas: е, і y и (del protoeslavo и); transliteradas: e, i y y (del protoeslavo *i). Las vocales yodizadas se consideran vocales blandas.

Según la perspectiva moderna, las vocales ucranianas pueden clasificarse en estas otras dos categorías:
1. Vocales duras (cirílicas: а, е, и, і, о y у; transliteradas: a, e, y, i, o y u). Esta categoría difiere de la categoría dura histórica.
2. Vocales yodizadas (cirílicas: я, є, ї y ю; transliteradas ja, je, ji y ju). A esta categoría también pueden añadirse las combinaciones de letras йо/ьо (transliteradas como jo).

### Clasificación de consonantes
En ucraniano, las consonantes pueden categorizarse así:
- Labiales (cirílicas: б, в, м, п y ф; transliteradas: b, v, m, p y f). Estas letras son casi siempre duras en ucraniano (hay excepciones ortográficas), nunca pueden ser dobladas, ni pueden en general ir seguidas por una vocal yodizada (excepción: en combinaciones CL donde C es una dental y L es una labial, una vocal blanda puede seguir, p. ej., svjato/свято).
- Sibilantes postalveolares (cirílicas: ж, ч y ш; transliteradas: ž, č y š). El dígrafo щ (šč) también se incluiría aquí. Estas letras eran en protoeslavo todas palatales (blandas). En ucraniano, se han hecho duras para crear la declinación mixta de sustantivos. Ninguna de ellas puede ir seguida por un signo blando (cirílico: ь; transliterado con un apóstrofo (')) ni por cualquier vocal yodizada. Todas excepto el dígrafo pueden doblarse si van seguidas por una vocal blanda, p. ej., zbižžja/збіжжя.
- Dentales (cirílicas: д, з, л, н, с, т y ц; transliteradas: d, z, l, n, s, t y c). En ucraniano, como en protoeslavo, estas letras pueden ser tanto duras como blandas. Nunca (a no ser que sean la última letra en un prefijo) pueden ir seguidas por un apóstrofo. Además, pueden doblarse.
- Alveolar (cirílica: р; transliterada: r). Esta letra puede ser cualquier tanto dura como blanda. Es siempre dura al final de una sílaba. Por tanto, r siempre es dura al final de una palabra y nunca puede ir seguida por un signo blando. r Nunca puede doblarse, excepto en palabras extranjeras (como сюрреалізм).
- Velares (cirílicas: г, ґ, к y х; transliteradas: h, g, k y x). Tanto en ucraniano como en protoeslavo, estas letras son siempre duras. Si fueran seguidas por una vocal blanda o yodizada, experimentan la primera y segunda palatalizaciones. Por ello, nunca pueden ser dobladas ni ir seguidos por un apóstrofo.

### Cambios históricos
En la lengua ucraniana, han ocurrido los cambios de sonido siguientes entre el período del idioma protoeslavo y el del ucraniano actual:
1. En una sílaba recién cerrada, es decir, una sílaba que acaba en una consonante, los protoeslavos o y e mutan a i si la vocal siguiente en protoeslavo era uno de los "yers" (ǐ (ь) o ǔ (ъ)).
2. Pleofonía: Las combinaciones protoeslavas, ToRT y TeRT, donde T es cualquier consonante y R es r o l tienen los siguientes cambios en ucraniano
  1. TorT da ToroT (el protoeslavo *borda da el ucraniano boroda)
  2. TolT da ToloT (el protoeslavo *bolto da el ucraniano boloto)
  3. TerT da TereT (el protoeslavo *berza da el ucraniano bereza)
  4. TelT da ToloT (el protoeslavo *melko da el ucraniano moloko)
3. La vocal nasal protoeslava ę se refleja como ja excepto después de una sola labial, donde se refleja como ″ja ('я), o después de una sibilante postalveolar donde se refleja como a. Ejemplos: el protoeslavo *pętĭ da en el ucraniano p″jat' (п'ять); el protoeslavo *telę da en el ucraniano telja; y el protoeslavo kyrčę da en el ucraniano kyrča. Esta vocal nasal protoeslava deriva del protoindoeuropeo -en, -em, o una de las sonantes n y m.
4. La letra protoeslava ě (ѣ), se refleja en ucraniano generalmente como i excepto:
  1. Al inicio de la palabra, donde se refleja como ji: el protoeslavo *ěsti da el ucraniano jisty
  2. Luego de las sibilantes postalveolares, donde se refleja como a: el protoeslavo *ležěti da el ucraniano ležaty
5. Los protoeslavos i y y se reflejan ambos en ucraniano como y
6. La combinación protoeslava -CǐjV, donde C es cualquier consonante y V es cualquier vocal, deviene en ucraniano en la combinación -CCjV, excepto:
  1. Si C es labial o 'r', donde deviene -C"jV
  2. Si V es la protoeslava e, entonces la vocal en ucraniano muta a a, p. ej., el protoeslavo *žitĭje da el ucraniano žyttja
  3. Si V es la protoeslava ĭ, entonces la combinación deviene ej, p. ej., el plural de genitivo en común eslavo *myšĭjĭ da en ucraniano myšej
  4. Si una o más consonantes preceden a 'C', entonces no se doblan las consonantes en ucraniano
7. Las combinaciones protoeslavas dl y tl se simplifican en l, por ejemplo, el protoeslavo *mydlo da el ucraniano mylo
8. El protoeslavo ǔl (voz l̥) y ǐl (voz ĺ̥) deviene ov, mientras que el final de palabra *lǔ deviene v. Por ejemplo, el protoeslavo *vĺ̥kǔ deviene vovk en ucraniano

### Cambios actuales
1. La primera palatalización afecta a las velares y las vocales siguientes: e, y del protoeslavo i, a/i del protoeslavo ě; esto deriva del protoindoeuropeo ē:
  1. h/g antes de estas vocales muta a ž
  2. k antes de estas vocales muta a č
  3. x antes de estas vocales muta a š
2. La segunda palatalización afecta a las velares y las vocales siguientes: y del protoeslavo i derivado de un diptongo indoeuropeo y a/i del protoeslavo ě derivado de un diptongo indoeuropeo:
  1. h/g antes de estas vocales muta a z
  2. k antes de estas vocales muta a c
  3. x antes de estas vocales muta a s
3. La yodización afecta a todas las consonantes y a la semivocal j (й). Se producen los siguientes cambios:
  1. Las labiales insertan una l entre la labial y la semivocal: el protoeslavo *zemja da el ucraniano zemlja.
  2. Las velares seguidas por una semivocal mutan como en la primera palatalización. La semivocal cae. Este cambio puede ser rastreado hasta el protoeslavo.
  3. ktj deviene č
  4. tj deviene č
  5. dj deviene ž, excepto en los verbos donde deviene dž
  6. sj deviene š
  7. stj y skj devienen šč (щ)
  8. zdj y zhj devienen ždž
  9. zkj deviene žč
  10. lj, nj y rj devienen l, n y r (ль, нь y рь)
4. En ucraniano, cuando dos o más consonantes se juntan al final de la palabra, entonces se inserta una "vocal flotante" bajo las condiciones siguientes.[1] Dada una agrupación consonántica C1(ь)C2(ь), donde C es cualquier consonante ucraniana, la vocal de relleno se inserta entre las dos consonantes y después del ь. Una vocal de relleno solamente se inserta si C2 es una de las consonantes siguientes: k, v, l, m, r, n y c. En este caso:
  1. Si C1 es h, k o x, se rellena con o siempre
  2. Si C2 es k o v, se rellena con o, pero no se rellena si v deriva de voz l, por ejemplo, vovk
  3. Si C2 es l, m, r o c, entonces se rellena con e
  4. La única excepción conocida es vid′om, que se debería rellenar con e, pero en cambio añade una o.
  5. Las combinaciones -stv y -s′k no se rompen
  6. Si el C1 es j (й), la aplicación de estas reglas viene siendo opcional, habiendo formas con relleno y sin relleno

### Asimilación
Las asimilaciones siguientes ocurren:
- Antes de la с de un sufijo (-ський o -ство)
  - Si la raíz acaba en г (ґ), ж o з, entonces muta a з y la с del sufijo se pierde.
  - Si la raíz acaba en к, ч o ц, entonces muta a ц y el с del sufijo se pierde.
  - Si la raíz acaba en х, с o ш, entonces muta a с y el с del sufijo se pierde (o la última letra de la raíz se elimina).
- Las combinaciones siguientes de letras cambian:
  - {ж, з} + дн está contraída a {ж, з} + н.
  - ст + {л, н} está contraída a с + {л, н}.
  - {п, р} + тн está contraída a {п, р} + н.
  - {с, к} + кн está contraída a {с, к} + н.

### Disimilación
La disimilación más común aparece en el infinitivo de verbos, dónde {д, т} + т disimila a ст, por ejemplo, крад + ти da красти y плет + ти da плести.

## Morfología

### Nominal

#### Sustantivos
La declinación tiene siete casos (nominativo, genitivo, dativo, acusativo, instrumental, locativo y vocativo), en dos números (singular y plural), y con completa concordancia de género gramatical (masculino, femenino y neutro). Los adjetivos, los pronombres, y los dos primeros números cardinales tienen formas concretas en función del género.
Un tercer número, el dual, también existió en ruteno, pero exceptuando su uso en los casos nominativos y acusativos de los números dos, tres y cuatro, p. ej. dvi hryvni/дві гривні vs. dvoje hryven/двоє гривень (recategorizado hoy como nominativo plural), se ha perdido en ucraniano. Otros restos del dual pueden encontrarse en referencia a cosas que son por naturaleza dobles: ojos, hombros, orejas, p. ej. plečyma. Ocasionalmente, las formas duales pueden distinguir entre significados.
En ucraniano, hay 4 tipos de declinación. La primera declinación se usa para la mayoría de sustantivos femeninos. La segunda declinación se usa para la mayoría de sustantivos masculinos y neutros. La tercera declinación se utiliza para los sustantivos femeninos que acaban en ь o en una sibilante postalveolar. La cuarta declinación se usa para los sustantivos neutros que acaban en я/а (del protoeslavo ę).
La mayoría de los tipos de declinación consta de 3 subgrupos diferentes: fuerte, mixta, y débil. La declinación débil es para sustantivos cuyas raíces terminen en una letra blanda (seguida por vocal yodizada o vocal blanda). La declinación mixta es para sustantivos cuyas raíces terminen en una sibilante postalveolar u ocasionalmente en r. La declinación fuerte es para todos los demás sustantivos.
Si se toma como base el final de las palabras que tienen declinación fuerte, a partir de las reglas siguientes pueden extraerse los finales de palabra correspondientes en las declinaciones mixta y débil:
- Declinación mixta
  1. Toda o siguiendo a una sibilante postalveolar pasa a e.
  2. Toda и siguiendo a una sibilante postalveolar pasa a i.
- Declinación débil: siempre que el signo blando ь o la semivocal й precedan a la vocal final, se producen los cambios siguientes(estos son principalmente cambios de ortografía, correlacionados con cambios similares en protoeslavo):
  1. ьа y йа dan я
  2. ьо da е
  3. йе da є
  4. ьи da і
  5. йи da ї
  6. ьу y йу dan ю
  7. ьі da і
  8. йі da ї

Los sustantivos que acaban en una consonante están marcados en las tablas siguientes con ∅ (sin terminación).

##### Primera declinación
Esta declinación se aplica a sustantivos terminados en а o я. En general son sustantivos femeninos, pero unos cuantos sustantivos con esta terminación se refieren a profesiones que pueden ir en masculino o en femenino. En estos casos, el plural de genitivo suele formarse añadiendo -ів. Los sustantivos referidos a las personas pueden tomar también esta terminación.
|               | Singular |        |           |           |
|               | Fuerte   | Mixta  | Débil (ь) | Débil (й) |
| Nominativo    | -а       | -а     | -я        | -я        |
| Genitivo      | -и       | -і     | -і        | -ї        |
| Dativo (1)    | -і       | -і     | -і        | -ї        |
| Acusativo     | -у       | -у     | -ю        | -ю        |
| Instrumental  | -ою      | -ею    | -ею       | -єю       |
| Locativo (1)  | -і       | -і     | -і        | -ї        |
| Vocativo      | -о       | -е     | -е        | -є        |
|               | Plural   |        |           |           |
|               | Fuerte   | Mixta  | Débil (ь) | Débil (й) |
| Nominativo    | -и       | -і     | -і        | -ї        |
| Genitivo (2)  | ∅        | ∅      | -ь        | -й        |
| Dativo        | -ам      | -ам    | -ям       | -ям       |
| Acusativo (3) | -и / ∅   | -і / ∅ | -і / -ь   | -ї / -й   |
| Instrumental  | -ами     | -ами   | -ями      | -ями      |
| Locativo      | -ах      | -ах    | -ях       | -ях       |
| Vocativo      | -и       | -і     | -і        | -ї        |

- (1) Una consonante velar experimenta los cambios correspondientes a la segunda palatalización
- (2) Si dos o más las consonantes quedan al final de la palabra, entonces se puede meter una vocal de relleno
- (3) La forma del genitivo se usa para todos los sustantivos animados, mientras que los sustantivos inanimados toman la forma nominativa.

##### Segunda declinación
La segunda declinación se aplica a sustantivos masculinos y neutros.
Sustantivos masculinos: son principalmente sustantivos que terminan en consonante, en signo blando ь o en й. En la declinación masculina, los sustantivos que terminan en р pueden pertenecer a cualquiera de los tres subgrupos de la declinación: fuerte, mixta y débil. La forma nominativa no permite distinguir a priori a cuál de los tres subgrupos pertenece el sustantivo.
|               | Singular       |           |               |           |
|               | Fuerte         | Mixta     | Débil (ь)     | Débil (й) |
| Nominativo    | ∅              | ∅         | -ь / ∅ (1)    | -й        |
| Genitivo (2)  | -а / -у        | -а / -у   | -я / -ю       | -я / -ю   |
| Dativo (3)    | -ові / -у      | -еві / -у | -еві / -ю     | -єві / -ю |
| Acusativo (4) | ∅ / -а         | ∅ / -а    | -ь / -я       | -й / -я   |
| Instrumental  | -ом            | -ем       | -ем           | -єм       |
| Locativo (5)  | -ові / -і / -у | -еві / -і | -еві / -і     | -єві / -ї |
| Vocativo (6)  | -у / -е        | -е / -у   | -ю            | -ю        |
|               | Plural         |           |               |           |
|               | Fuerte         | Mixta     | Débil (ь)     | Débil (й) |
| Nominativo    | -и             | -і        | -і            | -ї        |
| Genitivo      | -ів            | -ів       | -ів / -ей (7) | -їв       |
| Dativo        | -ам            | -ам       | -ям           | -ям       |
| Acusativo (8) | -и / -ів       | -і / -ів  | -і / -ів      | -ї / -їв  |
| Instrumental  | -ами           | -ами      | -ями          | -ями      |
| Locativo      | -ах            | -ах       | -ях           | -ях       |
| Vocativo      | -и             | -і        | -і            | -ї        |

Notas:
- (1) Sólo con los sustantivos débiles que acaban en р.
- (2) La terminación depende de la naturaleza del sustantivo, conforme a las siguientes normas de la ortografía del ucraniano:[2]
  - Se usa la terminación -а con
    1. Nombres de profesiones y de personas (nombre y apellido)
    2. Nombres de plantas y animales
    3. Nombres de objetos
    4. Nombres de poblamientos y sitios geográficos
    5. Nombres de unidades de medida
    6. Nombres de máquinas
    7. Palabras de origen extranjero que describan partes geométricas u objetos concretos.

  - Se usa la terminación -у con
    1. Elementos químicos, materiales (hay unas cuantas excepciones)
    2. Sustantivos colectivos
    3. Nombres de edificios y sus partes
    4. Nombres de organizaciones y sus sitios
    5. Fenómenos naturales
    6. Sentimientos
    7. Nombres de procesos, estados, fenómenos sociales (tanto concretos como abstractos)
    8. Nombres de origen extranjero que se refieran a procesos físicos o químicos
    9. Nombres de juegos y bailes
- (3) El final en -ові es preferible.
- (4) En el acusativo, se usa el genitivo para sustantivos animados y el nominativo para inanimados.
- (5) Para evitar la palatalización, los sustantivos con raíz velar usan la terminación -у. Las otras formas son completamente aceptables. Los sustantivos acabados en -і experimentan la primera palatalización.
- (6) Si se usa la terminación -е, se produce la primera palatalización. Sin embargo, pueda evitarse usando la forma -у.
- (7) El segundo final solo ocurre con un pequeño grupo de sustantivos.
- (8) Se usa el genitivo para objetos animados, mientras que los inanimados toman la forma nominativa.

Sustantivos neutros: aquellos sustantivos neutros que acaban en о o en е, así como aquellos sustantivos que acaban en я precedidos por cualquier consonante doble, por apóstrofo, o por dos consonantes, los cuales principalmente derivan de verbos. Esta última categoría terminó antiguamente en *ĭjе, pero debido al cambio de sonido antes explicado desarrolló una я final.
|              | Singular |       |       |             |
|              | Fuerte   | Mixta | Débil | Débil (ĭjе) |
| Nominativo   | -о       | -е    | -е    | -я          |
| Genitivo     | -а       | -а    | -я    | -я          |
| Dativo       | -у       | -у    | -ю    | -ю          |
| Acusativo    | -о       | -е    | -е    | -я          |
| Instrumental | -ом      | -ем   | -ем   | -ям         |
| Locativo (1) | -і       | -і    | -і    | -і          |
| Vocativo     | -о       | -е    | -е    | -я          |
|              | Plural   |       |       |             |
|              | Fuerte   | Mixta | Débil | Débil (ĭjе) |
| Nominativo   | -а       | -а    | -я    | -я          |
| Genitivo     | ∅        | ∅     | -ь    | -ь / ∅ (2)  |
| Dativo       | -ам      | -ам   | -ям   | -ям         |
| Acusativo    | -а       | -а    | -я    | -я          |
| Instrumental | -ами     | -ами  | -ями  | -ями        |
| Locativo     | -ах      | -ах   | -ях   | -ях         |
| Vocativo     | -а       | -а    | -я    | -я          |

- (1) Necesariamente se produce la segunda palatalización, excepto en los sustantivos ĭjе.
- (2) La consonante doble pasa a ser una consonante sola si se usa el ь. Aun así, si una sibilante postalveolar es la última consonante, entonces ningún ь se usa, pero se escribe también una consonante sola. Para una consonante final labial, la terminación es -'їв. Finalmente, los sustantivos monosílabos toman la terminación -ів. Si dos o más consonantes aparecen al final, entonces podría tenerse que meter una vocal de relleno.

##### Tercera declinación
Esta declinación solamente se usa para sustantivos femeninos terminados en consonante. Es sencilla, ya que solamente tiene dos subgrupos: declinación débil y declinación mixta.
|                  | Singular |       |
|                  | Débil    | Mixta |
| Nominativo       | -ь       | ∅     |
| Genitivo         | -і       | -і    |
| Dativo           | -і       | -і    |
| Acusativo        | -ь       | ∅     |
| Instrumental (1) | -ю       | -ю    |
| Locativo         | -і       | -і    |
| Vocativo         | -e       | -e    |
|                  | Plural   |       |
|                  | Débil    | Mixta |
| Nominativo       | -і       | -і    |
| Genitivo         | -ей      | -ей   |
| Dativo           | -ям      | -ам   |
| Acusativo        | -і       | -і    |
| Instrumental     | -ями     | -ами  |
| Locativo         | -ях      | -ах   |
| Vocativo         | -і       | -і    |

- (1) Puesto que esta terminación deriva de la terminación protoeslava -ĭjǫ, se produce una duplicación consonántica como consecuencia de las reglas anteriormente explicadas. Además, si la forma nominativa del sustantivo tiene -і para -о, entonces así se hará la forma instrumental, por ejemplo, ніччю (singular instrumental) y ніч (nominativo singular)

##### Cuarta declinación
Esta declinación solamente se usa en sustantivos neutros derivados del protoeslavo *ę. Hay dos subgrupos: aquellos con una н insertada, y aquellos con una т insertada.
|              | Singular |                |
|              | (н)      | (т)            |
| Nominativo   | ім'я     | теля           |
| Genitivo     | імені    | теляти         |
| Dativo       | імені    | теляті         |
| Acusativo    | ім'я     | теля           |
| Instrumental | ім'ям    | телям          |
| Locativo     | імені    | теляті         |
| Vocativo     | ім'я     | теля           |
|              | Plural   |                |
|              | (н)      | (т)            |
| Nominativo   | імена    | телята         |
| Genitivo     | імен     | телят          |
| Dativo       | іменам   | телятам        |
| Acusativo    | імена    | телята (телят) |
| Instrumental | іменами  | телятами       |
| Locativo     | іменах   | телятах        |
| Vocativo     | імена    | телята         |

#### Adjetivos
Los adjetivos ucranianos deben concordar con sus sustantivos en género, número, y caso.
En ucraniano, existe un número reducido de adjetivos, principalmente posesivos, los cuales existen en masculino en la llamada forma "corta". La forma corta es una reliquia de la declinación indefinida de los adjetivos en protoeslavo. Ejemplos comunes de esta declinación anómala son бабин (masculino) comparado con бабина (femenino); братів (masculino) comparado con братова (femenino); y повинен (masculino) comparado con повинна. La forma "corta" solamente existe en el nominativo masculino. Todas las demás formas son regulares.

##### Declinación
En ucraniano, hay 2 tipos de declinación de adjetivos: fuerte y débil. La débil se divide a su vez en dos subgrupos. A diferencia de lo que ocurre en los sustantivos, aquí las sibilantes postalveolares cuentan como duras. Existe una declinación mixta especial para los adjetivos que acaban en -лиций. Estos adjetivos derivan del sustantivo лице, describiendo tipos de caras, por ejemplo, білолиций.
|               | Singular   | Singular   | Singular | Plural   |
|               | Masculino  | Neutro     | Femenino | Plural   |
| Nominativo    | -ий        | -е         | -а       | -і       |
| Genitivo      | -ого       | -ого       | -ої      | -их      |
| Dativo        | -ому       | -ому       | -ій      | -им      |
| Acusativo (1) | -ий / -ого | -е         | -у       | -і / -их |
| Instrumental  | -им        | -им        | -ою      | -ими     |
| Locativo (2)  | -ім / -ому | -ім / -ому | -ій      | -их      |

|               | Singular    | Singular    | Singular | Plural   |
|               | Masculino   | Neutro      | Femenino | Plural   |
| Nominativo    | -ій         | -є          | -я       | -і       |
| Genitivo      | -ього       | -ього       | -ьої     | -іх      |
| Dativo        | -ьому       | -ьому       | -ій      | -ім      |
| Acusativo (1) | -ій / -ього | -є          | -ю       | -і / -іх |
| Instrumental  | -ім         | -ім         | -ьою     | -іми     |
| Locativo (2)  | -ім / -ьому | -ім / -ьому | -ій      | -іх      |

|               | Singular    | Singular    | Singular | Plural   |
|               | Masculino   | Neutro      | Femenino | Plural   |
| Nominativo    | -їй         | -є          | -я       | -ї       |
| Genitivo      | -його       | -його       | -йої     | -їх      |
| Dativo        | -йому       | -йому       | -їй      | -їм      |
| Acusativo (1) | -їй / -його | -є          | -ю       | -ї / -їх |
| Instrumental  | -їм         | -їм         | -йою     | -їми     |
| Locativo (2)  | -їм / -йому | -їм / -йому | -їй      | -їх      |

|               | Singular          | Singular          | Singular | Plural         |
|               | Masculino         | Neutro            | Femenino | Plural         |
| Nominativo    | -лиций            | -лице             | -лиця    | -лиці          |
| Genitivo      | -лицього          | -лицього          | -лицьої  | -лицих         |
| Dativo        | -лицьому          | -лицьому          | -лицій   | -лицим         |
| Acusativo (1) | -лицій / -лицього | -лице             | -лицю    | -лиці / -лицих |
| Instrumental  | -лицим            | -лицим            | -лицьою  | -лицими        |
| Locativo (2)  | -лицім / -лицьому | -лицим / -лицьому | -лицій   | -лицих         |

Nota sobre las declinaciones:
- (1) En el caso acusativo (excepto el singular femenino), se distingue entre adjetivos animados (=genitivo) e inanimados (=nominative).
- (2) El final en -ому es más usual. La otra forma es una reliquia de la declinación indefinida de los adjetivos del protoeslavo.

##### Otras formas del adjetivo
Los adjetivos ucranianos también tienen formas comparativas y superlativas.
La forma comparativa se crea dejando caer ий y añadiendo al final -(і)ший. El resultado se declina como un adjetivo de raíz fuerte regular. Algunos adjetivos tienen formas irregulares.
La forma superlativa se crea añadiendo el prefijo най- a la forma comparativa. Las palabras de carácter religioso a menudo añaden el prefijo пре- (muy) a la forma comparativa. Algunos adjetivos tienen formas irregulares.

#### Adverbios
En ucraniano, los adverbios se forman cogiendo la raíz del adjetivo (retirando la −а del femenino nominativo singular; las formas que acaban en −я se sustituyen por −ьа (después de consonantes) o −йа (después de vocales), antes de retirar la −а) y añadiendo la terminación:
- -о, es la terminación usual,
- -е, puede usarse para algunas raíces fuertes (ningún ь o й al final), por ejemplo, добре de добрий. Esto es muy común para la forma comparativa del adjetivo.

Por ejemplo, гарний da гарно. Las formas comparativas y superlativas de un adverbio se forman cogiendo la forma correspondiente del adjetivo y reemplazando −ий por -е, por ejemplo, гарніше de гарніший.
Los adverbios también pueden derivar del locativo o singular instrumental de un sustantivo, por ejemplo, ввечері (de в más el locativo de вечера), нагорі (de на más el locativo de гора).

#### Pronombres

##### Pronombres personales
Los pronombres personales se declinan así:
|              | 1.ª sing | 2.ª sing | 3.ª sing masc | 3.ª sing fem | 3.ª sing neut | 1.ª pl | 2.ª pl | 3.ª pl   |
| ------------ | -------- | -------- | ------------- | ------------ | ------------- | ------ | ------ | -------- |
| Nominativo   | я        | ти       | він           | вона         | воно          | ми     | ви     | вони     |
| Genitivo     | мене     | тебе     | його / нього  | її / неї     | його / нього  | нас    | вас    | їх / них |
| Dativo       | мені     | тобі     | йому          | їй           | йому          | нам    | вам    | їм       |
| Acusativo    | мене     | тебе     | його          | її           | його          | нас    | вас    | їх / них |
| Instrumental | мною     | тобою    | ним           | нею          | ним           | нами   | вами   | ними     |
| Locativo     | мені     | тобі     | ньому / нім   | ній          | ньому / нім   | наc    | вас    | них      |

##### Pronombres demostrativos
Los pronombres demostrativos, цей y той, se declinan así:
|              | Masculino   | Neutro      | Femenino | Plural |  | Masculino  | Neutro     | Femenino | Plural |
| ------------ | ----------- | ----------- | -------- | ------ |  | ---------- | ---------- | -------- | ------ |
| Nominativo   | цей         | це          | ця       | ці     |  | той        | те         | та       | ті     |
| Genitivo     | цього       | цього       | цієї     | цих    |  | того       | того       | тієї     | тих    |
| Dativo       | цьому       | цьому       | цій      | цим    |  | тому       | тому       | тій      | тим    |
| Acusativo    | N o G       | це          | цю       | N o G  |  | N o G      | те         | ту       | N o G  |
| Instrumental | цим         | цим         | цією     | цими   |  | тим        | тим        | тією     | тими   |
| Locativo     | цьому / цім | цьому / цім | цій      | цих    |  | тому / тім | тому / тім | тій      | тих    |

##### Pronombres posesivos
Los pronombres posesivos de primera persona del singular (мій) y segunda persona del singular (твій) se declinan de modo parecido, como puede verse en la siguiente tabla:
|              | Masculino | Neutro | Femenino | Plural |  | Masculino | Neutro | Femenino | Plural  |
| ------------ | --------- | ------ | -------- | ------ |  | --------- | ------ | -------- | ------- |
| Nominativo   | мій       | моє    | моя      | мої    |  | твій      | твоє   | твоя     | твої    |
| Genitivo     | мого      | мого   | моєї     | моїх   |  | твого     | твого  | твоєї    | твоїх   |
| Dativo       | моєму     | моєму  | моїй     | моїм   |  | твоєму    | твоєму | твоїй    | твоїм   |
| Acusativo    | N o G     | моє    | мою      | N o G  |  | N o G     | твоє   | твою     | N o G   |
| Instrumental | моїм      | моїм   | моєю     | моїми  |  | твоїм     | твоїм  | твоєю    | твоїми  |
| Locativo     | моєму     | моєму  | моїй     | моїх   |  | твоєму    | твоєму | твоїй    | о твоїх |

Los pronombres posesivos de primera persona del plural (наш) y segunda persona del plural (ваш) se declinan según la siguiente tabla. Las formas del nominativo masculino son las formas "cortas".
|              | Masculino | Neutro | Femenino | Plural |  | Masculino | Neutro | Femenino | Plural |
| ------------ | --------- | ------ | -------- | ------ |  | --------- | ------ | -------- | ------ |
| Nominativo   | наш       | наше   | наша     | наші   |  | ваш       | ваше   | ваша     | ваші   |
| Genitivo     | нашого    | нашого | нашої    | наших  |  | вашого    | вашого | вашої    | ваших  |
| Dativo       | нашому    | нашому | нашій    | нашим  |  | вашому    | вашому | вашій    | вашим  |
| Acusativo    | N o G     | наше   | нашу     | N o G  |  | N o G     | ваше   | вашу     | N o G  |
| Instrumental | нашим     | нашим  | нашою    | нашими |  | вашим     | вашим  | вашою    | вашими |
| Locativo     | нашому    | нашому | нашій    | наших  |  | вашому    | вашому | вашій    | ваших  |

El pronombre posesivo de la tercera persona del plural, їхній, se declina como un adjetivo débil normal.

##### Pronombres interrogativos
Los pronombres interrogativos хто y що se declinan así:
| Nom. | Gen. | Dat. | Acus. | Inst. | Loc. |
| ---- | ---- | ---- | ----- | ----- | ---- |
| хто  | кого | кому | кого  | ким   | кому |
| що   | чого | чому | що    | чим   | чому |

El pronombre interrogativo чий se declina así:
|              | Masculino | Neutro | Femenino | Plural |
| ------------ | --------- | ------ | -------- | ------ |
| Nominativo   | чий       | чиє    | чия      | чиї    |
| Genitivo     | чийого    | чийого | чиєї     | чиїх   |
| Dativo       | чиєму     | чиєму  | чиїй     | чиїм   |
| Acusativo    | N o G     | чиє    | чию      | N o G  |
| Instrumental | чиїм      | чиїм   | чиєю     | чиїми  |
| Locativo     | чийому    | чийому | чиїй     | чиїх   |

#### Números
| Símbolo   | Cardinal         | Ordinal           | Contando               |
| --------- | ---------------- | ----------------- | ---------------------- |
| 0         | нуль             | нульовий          | --                     |
| 1         | один, одна, одне | перший            | раз                    |
| 2         | два, дві         | другий            | двічі                  |
| 3         | три              | третій            | тричі                  |
| 4         | чотири           | четвертий         | чотири рази            |
| 5         | п'ять            | п'ятий            | п'ять разів            |
| 6         | шість            | шостий            | шість разів            |
| 7         | сім              | сьомий            | сім разів              |
| 8         | вісім            | восьмий           | вісім разів            |
| 9         | дев'ять          | дев'ятий          | дев'ять разів          |
| 10        | десять           | десятий           | десять разів           |
| 11-19 (1) | Cardinal+надцять | Cardinal+надцятий | Cardinal+надцять разів |
| 20        | двадцять         | двадцятий         | двадцять разів         |
| 21        | двадцять один    | двадцять перший   | двадцять один раз      |
| 30        | тридцять         | тридцятий         | тридцять разів         |
| 40        | сорок            | сороковий         | сорок разів            |
| 50        | п'ятдесят        | п'ятдесятий       | п'ятдесят разів        |
| 60        | шістдесят        | шістдесятий       | шістдесят разів        |
| 70        | сімдесят         | сімдесятий        | сімдесят разів         |
| 80        | вісімдесят       | вісімдесятий      | вісімдесят разів       |
| 90        | дев'яносто       | дев'яностий       | дев'яносто разів       |
| 100       | сто              | сотий             | сто разів              |
| 200       | двісті           | двохсотий         | двісті разів           |
| 300       | триста           | трьохсотий        | триста разів           |
| 400       | чотириста        | чотирьохсотий     | чотириста разів        |
| 500       | п'ятсот          | п'ятисотий        | п'ятсот разів          |
| 600       | шістсот          | шестисотий        | шістсот разів          |
| 700       | сімсот           | семисотий         | сімсот разів           |
| 800       | вісімсот         | восьмисотий       | вісімсот разів         |
| 900       | дев'ятсот        | дев'ятисотий      | дев'ятсот разів        |
| 1000      | тисяча           | тисячний          | тисяча разів           |

Comentarios:
- (1) Cualquier signo blando cae si va al final de la palabra en el número cardinal original.

En general, las siguientes reglas determinan la concordancia entre el número cardinal y un sustantivo. En el caso nominativo, los sustantivos concuerdan con el último número en cualquier número compuesto. Los sustantivos que deban concordar con un número terminado en 2, 3 o 4 están en nominativo plural, pero retienen la acentuación del dual, es decir, del genitivo singular. Los sustantivos que deben concordar con un número terminado en 5, 6, 7, 8, 9, 0, y todos los 11-19 van en genitivo plural. En cualquier otro caso, los sustantivos y los números están en el mismo caso.

### Verbos
La conjugación gramatical se realiza a partir de tres personas en dos números con tres sencillos tiempos verbales (presente-futuro, futuro, y pasado), con formas perifrásticas para el futuro y condicional, así como formas imperativas y participios pasados/presentes, distinguidos por su uso adjetival o adverbial. Hay dos voces: activa y media-pasiva, la cual se construye añadiendo el sufijo reflexivo -ся/сь a la forma activa. Una característica interesante es que el pasado concuerda en género con el sujeto, para ello el participio está originalmente formado en perifrástico perfecto con el presente de быть (moderno: бути) /bɨtʲ/, "ser".
La inflexión verbal hoy es considerablemente más sencilla que en protoeslavo. El antiguo aoristo, el imperfecto, y el (perifrástico) pluscuamperfecto han desaparecido en ucraniano. La pérdida de tres de los anteriores seis tiempos se ha visto compensada, al igual que en otras lenguas eslavas, en el aspecto verbal. La mayoría de los verbos funcionan en pares, uno con aspecto imperfectivo o connotación continua, y el otro con aspecto perfectivo o completado, normalmente formado con un prefijo de carácter preposicional, pero ocasionalmente utilizando una raíz diferente.
El presente del verbo бути, el verbo copulativo del ucraniano, hoy normalmente usa la forma є para todas las personas y números. Anteriormente (antes de 1500) y ocasionalmente en ámbitos litúrgicos, podían verse aspectos de la conjugación plena. En este ejemplo puede verse la afinidad indoeuropea del ucraniano:
| Castellano            | Ucraniano               | AFI         | Latín | PIE           |
| --------------------- | ----------------------- | ----------- | ----- | ------------- |
| "soy"                 | я єсьми*                | /(je)smɪ/   | sum   | éǵh₂om H₁ésmi |
| "eres"                | ти єси                  | /(je)sɪ/    | es    | túh₂ H₁ési    |
| "(él, ella, ello) es" | він, вона, воно єсть, є | /jestʲ, je/ | est   | khī H₁ésti    |
| "somos"               | ми єсьмо*               | /jesmɨ/     | sumus | wéy H₁smés    |
| "sois"                | ви єсьте*               | /jeste/     | estis | ju H₁ste      |
| "son"                 | вони суть*              | /sutʲ/      | sunt  | tō H₁sónti    |

Nota: las formas ucranianas marcadas con asterisco (*) se consideran arcaicas en el ucraniano estándar contemporáneo (aunque aún se usan en algunos dialectos) y están reemplazadas por є. En el tiempo presente, el verbo бути es frecuentemente omitido (o reemplazado por una raya "—" en la escritura), por ejemplo, Я — студент.

#### Clasificación de verbos
En ucraniano hay dos formas de clasificar los verbos: la tradicional y la histórica-lingüística.
La clasificación tradicional de verbos subdivide los verbos en dos categorías, basándose en la forma de la 3ª persona del singular del tiempo presente del modo indicativo:
1. Verbos de tema е, los cuales tienen el final -е o -є en la 3ª persona del singular.
2. Verbos de tema и, los cuales tienen el final -ить en la 3ª persona del singular.

Por el contrario, la clasificación histórica-lingüística clasifica a los verbos en 5 categorías. Las clases 1, 2 y 3 corresponden a los verbos de tema е de la clasificación tradicional, mientras que la clase 4 corresponde a los de tema и. Los de la clase 5 son verbos atemáticos.
1. Clase 1: temas en -е
  - El mismo tema en el presente y el infinitivo
    - El mismo tema consonántico (los últimos tres ejemplos no aparentan estar aquí debido a varios cambios de sonido (palatalización) en ucraniano):
      -         - нести / несе
        - пекти / пече
        - умерти / умре
        - почати / почне

    - El mismo tema vocálico
      -         - плисти / пливе

  - Infinitivo en -ати
    - Tema consonántico
      - брати / бере

    - Tema vocálico
      - рвати / рве
2. Clase 2: "n" verbos (mayoritariamente verbos perfectivos)
  - двигнути / двигне
3. Clase 3: Presentes en є (experimenta los cambios asociados con la yodización)
  - Verbos primarios
    - Mismo tema en presente e infinitivo
      - Mismo tema vocálico
        - знати / знає

      - Mismo tema consonántico (este tema tiene a veces una forma pleofónica en el infinitivo)
        - молоти (protoeslavo *melti) / меле (мелю)
        - полоти (protoeslavo *polti) / поле (полю)

    - Infinitivo en -ати
      - Mismo tema vocálico (-я)
        - сіяти / сіє

      - Mismo tema consonántico
        - орати / оре (орю)

      - El tema experimenta los cambios asociados a doblar las consonantes (el resultado es ligeramente regularizado en un -ĭje que no muta a -я cuando se esperaría)
        - бити: б'ю, б'єш ... (protoeslavo: *biti: bĭjǫ, bĭješĭ ...)
        - пити
        - лити: ллю, ллєш ...

  - Verbos derivados (todos los temas vocálicos)
    - а-tema
      - думати / думає

    - ě-tema
      - жовтіти / жовтіє

    - uva-tema
      - купувати / купує
4. Clase 4: i-tema en el presente (experimenta los cambios asociados a la yodización)
  - i-tema tanto en presente como en infinitivo
    - хвалити / хвалить

  - ě-tema
    -       - вертіти / вертить
      - лежати / лежить
5. Clase 5: verbos atemáticos (presente -m)
  - їсти
  - дати
  - -вісти
  - бути

#### Voces
El ucraniano tiene dos voces: (1) voz activa y (2) voz pasiva. La voz activa es la única con un conjunto completo de conjugaciones.

#### Modo indicativo de la voz activa
El modo indicativo se usa para describir acontecimientos que han ocurrido, ocurren u ocurrirán. En ucraniano, el modo indicativo se estructura en tres tiempos: presente, futuro y pasado.

##### Presente
Deriva del presente del indoeuropeo. El protoeslavo y, más tarde, el ucraniano retuvieron su significado solamente para verbos imperfectivos y desarrollaron un significado futuro para verbos perfectivos.
Para los temas е (clases 1, 2, y 3), las terminaciones son:
|                 | Singular  | Plural      |
| --------------- | --------- | ----------- |
| Primera persona | -у / -ю   | -емо / -ємо |
| Segunda persona | -еш / -єш | -ете / -єте |
| Tercera persona | -е / -є   | -уть / -ють |

Todos los verbos cuya raíz acaba en una velar experimentan la primera palatalización en todas las formas del presente (aunque históricamente hablando la primera persona del singular no debería). Los finales en є se usan para raíces cuyo tema acaba en vocal. Todos los verbos de la clase 3 y los acabados en vocal usan -ю y -ють. Además, los verbos de la clase 3 experimentan yodización en aquellas formas que usan -ю-. Para verbos reflexivos, en la tercera persona del singular, la terminación tiene su histórico -ть restaurado antes de que el participio -ся / -сь se afije. Así, el final deviene -еться.
Para los temas и (clase 4), las terminaciones son:
|                 | Singular    | Plural      |
| --------------- | ----------- | ----------- |
| Primera Persona | -ю / (-у)   | -имо / -їмо |
| Segunda Persona | -иш / -їш   | -ите / -їте |
| Tercera Persona | -ить / -їть | -ать / -ять |

Todos los verbos de la clase 4 experimentan la yodización en la primera persona del singular. Así, realmente solo hay una terminación, que por motivos ortográficos tiene dos formas. Los verbos que acaban en una vocal toman la terminación de la segunda columna. En la tercera persona del plural, los verbos terminados en labial insertan una л antes del final, -ять. El final -ать se usa después de las sibilantes ж, ш, щ, o ч.

###### Ejemplos
|                 | Singular  | Singular       | Plural    | Plural           |
| --------------- | --------- | -------------- | --------- | ---------------- |
|                 | Ucraniano | Castellano     | Ucraniano | Castellano       |
| Primera persona | несу      | estoy llevando | несемо    | estamos llevando |
| Segunda persona | несеш     | estás llevando | несете    | estáis llevando  |
| Tercera persona | несе      | está llevando  | несуть    | están llevando   |

|                 | Singular  | Singular   | Plural    | Plural     |
| --------------- | --------- | ---------- | --------- | ---------- |
|                 | Ucraniano | Castellano | Ucraniano | Castellano |
| Primera persona | верну     | volveré    | вернемо   | volveremos |
| Segunda persona | вернеш    | volverás   | вернете   | volveréis  |
| Tercera persona | верне     | volverá    | вернуть   | volverán   |

|                 | Singular  | Singular   | Plural    | Plural     |
| --------------- | --------- | ---------- | --------- | ---------- |
|                 | Ucraniano | Castellano | Ucraniano | Castellano |
| Primera persona | читаю     | leo        | читаємо   | leemos     |
| Segunda persona | читаєш    | lees       | читаєте   | leéis      |
| Tercera persona | читає     | lee        | читають   | leen       |

|                 | Singular  | Singular   | Plural    | Plural     |
| --------------- | --------- | ---------- | --------- | ---------- |
|                 | Ucraniano | Castellano | Ucraniano | Castellano |
| Primera persona | говорю    | hablo      | говоримо  | hablamos   |
| Segunda persona | говориш   | hablas     | говорите  | habláis    |
| Tercera persona | говорить  | habla      | говорять  | hablan     |

###### Verbos atemáticos
El ucraniano ha heredado del indoeuropeo, a través del protoeslavo, los tres siguientes verbos atemáticos. Estos verbos tienen su conjugación propia en el presente. En todo lo demás son regulares.
|                 | Singular | Plural |
| --------------- | -------- | ------ |
| Primera persona | дам      | дамо   |
| Segunda persona | даси     | дасте  |
| Tercera persona | дасть    | дадуть |

|                 | Singular | Plural |
| --------------- | -------- | ------ |
| Primera persona | їм       | їмо    |
| Segunda persona | їси      | їсте   |
| Tercera persona | їсть     | їдять  |

|                 | Singular | Plural  |
| --------------- | -------- | ------- |
| Primera persona | -вім     | -вімо   |
| Segunda persona | -віси    | -вісте  |
| Tercera persona | -вість   | -відять |

##### Pasado
El pasado en ucraniano tiene la peculiaridad de ser originalmente un adjetivo, pues deriva del antiguo compuesto perfecto (correspondiente a, por ejemplo, el final de participio de la primera conjugación latina -atus). Así, el pasado concuerda en número y género con el sujeto del verbo. Los finales siguientes están añadidos al infinitivo con el final -ти quitado (la mayoría de las terminaciones de raíz д y т están caídas):
- Singular masculino: -в
  - Nota 1: se pierde luego de с, з, к, г, б, р.
  - Nota 2: los temas que acaban en е o о más una consonante se convierten en і, por ejemplo, ніс pero несла y міг pero могла. Los temas en я más una consonante también puede experimentar este cambio.
- Singular femenino: -ла
- Singular neutro: -ло
- Plural: -ли

Los verbos de clase 2 pueden tener formas sin el −ну, por ejemplo, заслабнути tiene las formas заслаб, заслабла, заслабло, y заслабли. No todos los verbos de clase 2 experimentan este cambio.
Estas formas se conocen como "participio pasado activo I". El singular masculino evolución de un más temprano -лъ que se perdió (cf. Polaco -ł).

##### Futuro
En ucraniano, hay dos futuros diferentes para verbos imperfectivos. La primera forma, llamada simple (проста форма), se forma al añadir al infinitivo del verbo las siguientes terminaciones, las cuales derivan del protoeslavo *jęti (tema del presente: jĭm−):
|                 | Singular    | Singular | Plural      | Plural   |
| --------------- | ----------- | -------- | ----------- | -------- |
|                 | Terminación | Ejemplo  | Terminación | Ejemplo  |
| Primera persona | -му         | їстиму   | -мемо       | їстимемо |
| Segunda persona | -меш        | їстимеш  | -мете       | їстимете |
| Tercera persona | -ме         | їстиме   | -муть       | їстимуть |

La segunda forma, llamada compuesta (складена форма), combina la conjugación presente del verbo бути con el infinitivo del verbo. Así,
|                 | Singular   | Plural      |
| --------------- | ---------- | ----------- |
| Primera Persona | буду їсти  | будемо їсти |
| Segunda Persona | будеш їсти | будете їсти |
| Tercera Persona | буде їсти  | будуть їсти |

Todos estos ejemplos son el futuro de "comer" en ucraniano.

#### Modo imperativo de la voz activa
El modo imperativo se usa para dar órdenes. En este modo solamente existe el tiempo presente en ucraniano. No existe en la primera persona del singular.
En ucraniano, el modo imperativo se forma con el tema del presente del verbo más las terminaciones siguientes (el ejemplo se basa en el ucraniano пити):
|                 | Singular                                                          | Plural                                                              |
| --------------- | ----------------------------------------------------------------- | ------------------------------------------------------------------- |
| Primera persona |                                                                   | -ьмо / -ймо / -мо / -імо (пиймо)                                    |
| Segunda persona | -ь / -й / ∅ / -и (пий)                                            | -ьте / -йте / -те / -іть (пийте)                                    |
| Tercera persona | хай o нехай + 3.ª persona singular presente (хай п'є o нехай п'є) | хай o нехай + 3.ª persona plural presente (хай п'ють o нехай п'ють) |

El primer conjunto de finales se usan para temas terminados en dental (з, д, т, с, н, y л). El segundo se usa para temas terminados en vocal. El tercero se usa para temas terminados en labial o sibilante postalveolar (б, в, м, п, ф, ш, щ, ч, ж, y р). El cuarto se usa para aquellos verbos cuya forma sin afijos se acentúa al final en la primera persona de singular del presente. También, la mayoría de verbos de clase 2 y aquellos verbos terminados en consonante más л o р toman estos finales. Por ejemplo, бери y вибери. Los verbos de clase 5 usan el primer conjunto de finales, pero experimentan una forma arcaica de yodización, de modo que дь deviene ж (en lugar de дж), por ejemplo, їжте < їд+ьте. Esto no se aplica a дати, el cual está tratado como verbo regular con tema en да-.
Ha de tenerse en cuenta que todos los verbos con temas acabados en к y г experimentan la primera palatalización. Los verbos de clase 3 con temas en к, г, y с experimentan yodización (como ocurre en su conjugación presente).

#### Modo condicional de la voz activa
El modo condicional se usa para situaciones hipotéticas o deseadas. Tiene 2 tiempos en ucraniano: presente condicional y pasado condicional.

##### Presente condicional
El presente condicional se forma en ucraniano a partir del participio би o de la forma corta б, el cual deriva de la arcaica conjugación del aoristo de бути y el participio activo pasado I, lo cual es igual que el participio pasado indicativo. Así, hay concordancia entre el sujeto y el participio. Un ejemplo de esta construcción sería я би хотів (me gustaría...).

##### Pasado condicional
El pasado condicional se forma en ucraniano a partir del participio би o de la forma corta б seguida por el participio pasado activo I del verbo бути (був, була, було, були) y después el participio pasado activo I del verbo. Ambos participios tienen que concordar con el tema. Un ejemplo de esta construcción sería як я би був знав... (yo hubiera sabido...). Alternativamente, el pasado condicional puede formarse usando la forma якби y el participio pasado activo I del verbo, por ejemplo, якби я знав.

#### Voz pasiva
La voz pasiva tiene 2 funciones diferentes. Muestra que alguien ha hecho algo al sujeto o que al sujeto le ha ocurrido algo de origen indeterminado.
En ucraniano, la voz pasiva está formada como sigue:
1. Uso de un verbo reflexivo: митися (lavarse)
2. Uso del verbo copulativo y el participio pasivo pasado: Він був вбитий (fue asesinado).
3. Uso impersonal de la tercera persona del plural del participio activo pasado I: Його вбили (lo asesinaron).
4. La construcción siguiente: Було + singular neutro del participio pasivo pasado, la forma "-но/-то": Місто було захоплене (la ciudad estuvo capturada).

#### Participios y sustantivos verbales
En ucraniano, quedan restos de los cinco participios del protoeslavo.

##### Participio activo presente
Este participio se forma cogiendo la tercera persona del plural, quitando ть y añadiendo чи(й). Suele usarse como gerundio con la forma чи. Ocasionalmente, se usa como adjetivo, con la forma чий. Ejemplos de este participio son несучи, знаючи, y хвалячи.

##### Participio pasivo presente
Este participio no existe en ucraniano como forma separada. Sin embargo, puede aparecer como adjetivo con la forma -мий. Ejemplos comunes de este participio son відомий y знайомий.

##### Participio activo pasado I
Este participio se encuentra formando el tiempo pasado del ucraniano. Ocasionalmente, aparece como un adjetivo para verbos intransitivos. Se forma cogiendo el tema de infinitivo y añadiendo el final -в, -ла, -ло y -ли para formar el participio pasado (en realidad la forma indefinida del adjetivo) y el final -лий para formar el adjetivo regular. Un ejemplo de la forma adjetival es почорнілий.

##### Participio activo pasado II
Este participio suele encontrarse como gerundio, mientras es solo se usa ocasionalmente como adjetivo. Está formado por tomar el participio pasado masculino I y añadiendo el final -ши(й). Un ejemplo del gerundio es знавши, mientras un adjetivo común (dialectal) sería la palabra бувший.

##### Participio pasivo pasado
El participio pasivo pasado es el único usado generalmente como adjetivo. Hay dos formas paralelas sin diferencia de significado: en -тий o en -ний. Se forma con el tema de infinitivo para la mayoría de verbos. Los verbos de clase 2 pueden, como en otros participios, caer el sufijo ну o solo el у, por ejemplo, движений de двигнути. Los verbos de clase 3 -увати o -ювати reemplazarán у por о y ю por ь/йо (ь si una consonante precede o й si precede una vocal), por ejemplo, мальований de малювати. Finalmente, los verbos de clase 1 con voz plena usan en efecto el tema presente para formar su participio pasivo pasado, por ejemplo мелений de молоти (< *melti en protoeslavo). El final está determinado como sigue:
- Si el tema termina en vocal, ер o ор (derivado de una r sonante en protoeslavo), entonces:
  - Si la vocal es и, у, я, una sibilante más а, ер, o ор entonces se añade -тий, por ejemplo, розп'ятий, тертий, o жатий.
  - Para los verbos de clase 4, el final es -єний, por ejemplo, гоєний.
  - En otro caso, el final es -ний.
- Si el tema termina en consonante, entonces se añade -ений. Los verbos de clase 1 experimentan la primera palatalización, mientras los de clase 2, 4 y 5 experimentan yodización, por ejemplo, печений, тиснений, ораний, лишений, люблений, y їджений.

##### Sustantivo verbal
El sustantivo verbal se forma cogiendo el participio pasivo pasado, quitando ий, doblando la consonante si lo permiten las reglas bajo -ĭjV, y añadiendo una я. Esto da lugar a un sustantivo neutro declinado como todos los sustantivos neutros en *ĭjе. Ha de tenerse en cuenta que si la -е- del participio pasivo pasado está acentuada entonces la е mutará a una і. Algunos ejemplos son питання de питати y носіння de носити. También hay que tener en cuenta que cualquier verbo de clase 3 en -увати o -ювати restaurará la у o ю: малювання de мальований (малювати).
El sustantivo verbal en ucraniano deriva del sustantivo verbal protoeslavo, donde se formaba añadiendo *-ĭjе al participio pasivo pasado sin el *ŭ final. Así, en ucraniano, la consonante se dobla si es posible.

### Formación de palabras
El ucraniano tiene un conjunto rico de prefijos, de naturaleza tanto preposicional como adverbial, así como sufijos diminutivos, aumentativos, y frecuentativos. Todos estos pueden apilarse para producir derivados múltiples de una palabra dada. Los participios y otras formas inflexionales pueden tener una connotación especial. Por ejemplo, la palabra напіввідкритий puede ser separada en los siguientes prefijos y sufijos:

#### Prefijos
En ucraniano, los prefijos pueden añadirse a una raíz y apilarse como en el ejemplo anterior. Los prefijos más comunes aparecen en la siguiente tabla. A pesar de que los prefijos tienen el significado dado, cuando se unen a una raíz, puede que la palabra nueva resultante tenga un único significando que diste del significado original del prefijo. Si es posible, el ejemplo está dado utilizando la raíz verbal ходити o la raíz nominal хід.
| Prefijo                                    | Traducción al castellano  | Ejemplo                     |
| ------------------------------------------ | ------------------------- | --------------------------- |
| пере-                                      | otra vez, re-             | переходити                  |
| в-/у-, во-                                 | dentro de, en, en-        | входити, вхід               |
| ви-                                        | fuera de, ex-             | вихід, виходити             |
| з-, с-, (зі-, зу-, со-, су-, із-, іс-) (1) | junto (con), con-         | сходи                       |
| за-                                        | más allá, trans-          | заходити, захід, Закарпаття |
| спів-                                      | co-                       | співробітник                |
| пів-                                       | a medias, medio-          | південь                     |
| під-                                       | bajo-, sub-               | підходити                   |
| від-/од-                                   | fuera de                  | відходити                   |
| проти-                                     | en contra de, contra-     | протилежний                 |
| не-                                        | no, in-, no-, im-         | неходити                    |
| об-                                        | alrededor de              | обходити, обв'язковий       |
| про-                                       | a través de               | проходити, продати          |
| при-                                       | más cercano, cis-         | приходити, Придністров'я    |
| пре-                                       | más que                   | прекрасний                  |
| без-                                       | sin                       | безробітний                 |
| до-                                        | a, ad-                    | доходити, додати            |
| на-                                        | encima de                 | надати                      |
| роз-                                       | a través de               | роздати, розходити          |
| перво-                                     | primer                    | первонароджений             |
| пра-                                       | antes de que, pre-, ante- | прадід                      |
| над-                                       | encima de, sobre, extra-  | надзвичайний                |
| між-                                       | entre, inter-             | міжнародний                 |

(1) La multitud de formas en ucraniano para el protoeslavo *sŭ(n) (съ(н)) es un resultado del hecho que la s inicial podría asimilarse (o disimilarse) con las consonantes iniciales de la raíz. También, desde un ь seguido había potencial para cambios de sonido más profundos. Finalmente, las palabras que llegaron al ucraniano de lenguas eslavas diferentes con sus peculiaridades propias o que el origen original de la palabra se perdió. Algunos ejemplos de todas las posibilidades dadas:
- збирати < *събирати
- спекти < *съпекти
- зіпріти < *съприти
- ізнов
- іспит < съпитъ
- зошит < *съшитъ = atar junto
- зустріч < *състрѣчь
- сусід < *сѫсѣдъ < *сънсѣдъ = sentar junto
- союз < *съюзь = yugo junto

En ucraniano, la forma normal es з excepto antes de к, п, т, ф y х donde la forma normal es с.
Las reglas siguientes se siguen cuando se añade un prefijo a la raíz:
1. Si el prefijo termina en consonante y los la raíz empieza con vocal yodizada, entonces un apóstrofo se añade entre el prefijo y la raíz, por ejemplo, з'їсти.
2. Si el prefijo acaba en consonante y la raíz empieza con dos o más consonantes, entonces la vocal і se inserta entre el prefijo y la raíz, por ejemplo, розібрати.

#### Sufijos
En ucraniano, los sufijos añadirse a una raíz y apilarse para producir una familia de palabras. Los sufijos más comunes son los de la tabla siguiente. Las llaves {} denotan los diferentes sufijos con un significado similar.
| Tipo de raíz + sufijo = tipo de palabra resultante                                                     | Traducción al castellano                                                                   | Ejemplo                                 |
| --- | ------------------------------------------------------------------------------------------ | --------------------------------------- |
| Sustantivo + {-ар(ь), -ач, -ць, -ак, -ик, -аль, -ист (del latín -ist), -ух} = Sustantivo               | Alguien que hace algo, como "-ero" en "cartero", generalmente en masculino                 | школяр, ткач, коваль, бандурист, пастух |
| Sustantivo + {-иця, -иня, -(а)ха, -аля, -ка} = Sustantivo                                              | Femenino de un sustantivo                                                                  | княгиня                                 |
| Adjetivo + {-ець, -ак, -ик, -ко, -ун} = Sustantivo                                                     | Sustantivo masculino con la característica del adjetivo                                    | грішник                                 |
| Sustantivo de una nación/ciudad + {-ин(я), -як(а), -ець/-ця} = Sustantivo                              | Gentilicio                                                                                 | українець                               |
| Sustantivo + {-енко, -ич, -юк, -чук, -івна} = Sustantivo                                               | Descendiente de, hija de, hijo de                                                          | Шевченко (De швець), Ткачук (De ткач)   |
| Sustantivo + -иха                                                                                      | Femenino de un sustantivo (generalmente peyorativo)                                        | сторожиха                               |
| Sustantivo + -ня                                                                                       | Lugar donde el sustantivo puede ser hacerse o encontrarse                                  | читальня, книгарня                      |
| Adjetivo + -ота                                                                                        | Estar en el estado descrito por el sustantivo                                              | біднота                                 |
| Tema del verbo o sustantivo + -ство                                                                    | Forma abstracta del sustantivo                                                             | царство, товариство, жіноцтво           |
| Adjetivo + -ість                                                                                       | Que posee las cualidades expresadas por el adjetivo                                        | радість, старість                       |
| Cualquier Palabra + {-ок/-ка/-ко, -енько, -ць/-ця/-це, -ятко (< protoeslavo -ętko/-ятко)} = Sustantivo | Diminutivo, de varias formas de significado positivo (formas masculinas/femeninas/neutras) | млиночок, телятко, вітерець             |
| Cualquier palabra + {-ака, -сько, -ище, -ура, -уга, -ука} = Sustantivo                                 | Aumentativo con una connotación negativa                                                   | хлопчисько, дідище                      |
| Sustantivo masculino + -ів = Adjetivo Posesivo                                                         | Adjetivo posesivo                                                                          | братів                                  |
| Sustantivo femenino + -ин = Adjetivo Posesivo                                                          | Adjetivo posesivo                                                                          | бабин                                   |
| Sustantivos + {-овий/-ський} = Adjetivo                                                                | Perteneciente a, conteniendo el sustantivo                                                 | дубовий, сільський                      |
| Sustantivos + -ячий (< protoeslavo *-ętjĭ) = Adjetivo                                                  | Perteneciente a                                                                            | курячий, риб'ячий                       |
| Sustantivos + -яний (< protoeslavo *-ęnjĭ/-) = Adjetivo                                                | Hecho de, consistente en                                                                   | дерев'яний, гречаний                    |
| Sustantivos + -ний = Adjetivo                                                                          | Hecho de                                                                                   | молочний                                |
| Adjetivo + -ісіньк-/-есеньк- = Adjetivo                                                                | 'Absolutamente, más altamente, extremadamente'                                             | чистесенький/чистісінький               |
| Adjetivo + -нький = Sustantivo Adjetival                                                               | Diminutivo                                                                                 | чорненький                              |
| Adjetivo en -ський + -щина (quita -ський) = Sustantivo                                                 | El sustantivo se refiere a la región                                                       | Київщина                                |
| Palabra foránea + -увати = Verbo                                                                       | Crea un verbo de cualquier otra palabra                                                    | купувати                                |

#### Adjetivos
Dos o más los adjetivos pueden ser combinados en una única palabra usando una о como vocal de enlace. Por ejemplo, сільськогосподарський, el cual consta de los adjetivos сільський y господарський. Si el segundo adjetivo empieza con una vocal, la vocal de enlace se separa del segundo adjetivo con una raya, por ejemplo, середньо-європеський.

#### Verbos
Aparte de los sufijos y prefijos que pueden añadirse a los verbos, los verbos ucranianos han heredado rastros ocasionales de la apofonía indoeuropea. La apofonía primaria es la diferencia entre vocales indoeuropeas largas y cortas. En ucraniano, debido a que las vocales largas y cortas experimentaron diferentes reflejos, esta apofonía está reflejada como cambio vocálico. Los verbos resultantes son a menudo pares imperfecto-perfecto. Por ejemplo, tenemos скочити y скакати (indoeuropeo *skoki- y *skōka-).

### Estructura de frase fundamental

#### Coordinación
Las coordinaciones ucranianas comunes son:
- і / й / та (y)
- а (y, pero)
- але (pero)

#### Subordinación
Las subordinaciones ucranianas comunes son:
- як (como, si)
- коли (cuando)
- якщо (si)

## Sintaxis
El orden de palabra básico, tanto en la conversación como en la lengua escrita, es sujeto-verbo-objeto. Aun así, puesto que las relaciones están marcadas por flexión, hay cierta flexibilidad en el orden de las palabras, y todas las permutaciones pueden usarse. El orden de palabra expresa la importancia lógica de una u otra cosa dicha, y el grado de definitud.

### Negación
A diferencia otras lenguas indoeuropeas como el inglés o el latín, el ucraniano admite negación múltiple, como en “nixto nikoly nikomu ničoho ne proščaje” (‘nadie nunca perdona a cualquiera cualquier cosa', literalmente ‘nadie nunca a nadie nada no perdona').
Los objetos de un verbo negado se declinan en genitivo, donde serían acusativos si el verbo no estuviese negado.

### Uso inflexional

#### Caso
El uso de casos en ucraniano puede ser muy complicado. En general, el nominativo, genitivo, acusativo, y vocativo pueden usarse sin una preposición. Por el contrario, el locativo y los casos instrumentales se usan principalmente con una preposición. Además, como ocurre en preposiciones latinas, diferentes preposiciones pueden ir seguidas por sustantivos en casos diferentes, dando lugar a significados diferentes.

#### Aspecto
Los verbos ucranianos pueden tener uno de dos aspectos: imperfectivo y perfectivo. En el imperfectivo, la forma denota una acción que está teniendo lugar en el presente, que es actual, que es repetitiva o que es habitual. En el perfectivo, la forma indica una acción que está completada, que es el resultado de una acción, que es el principio de una acción, o que es más corta o más larga de lo habitual. Por ejemplo, spaty (спати) es imperfectivo, mientras pospaty (поспати) es perfectivo.